# ウエストコート姪浜
ウエストコート姪浜（ウエストコートめいのはま）は福岡県福岡市西区内浜一丁目7番にあるパワーセンター型の商業施設（ショッピングセンター）。核テナントはミスターマックス姪浜店、サニー姪浜店。

## 概要
福岡市西区の大規模再開発「姪浜土地区画整理事業」に伴い、「福岡市立福岡女子高等学校」跡地などを一画地とし、再開発の目玉となる大型商業施設として開業。地元では”ウエコー”という愛称で親しまれている。
なお、前身は「西部スポーツガーデン」というゴルフ練習場で、今も同名のバッティングセンターが施設内にある。

## 都市計画上の位置付け
ウエストコート姪浜が位置する内浜一丁目のうち姪浜駅に近い東側については、隣接する姪浜駅南の地区と合わせた約53.8ヘクタールの範囲を対象として地区計画（「姪浜駅南地区地区計画」）が定められ、ウエストコート姪浜の区域は、沿道サービス施設を中心とした、幹線道路の沿線にふさわしい建築物の立地、誘導を図る「沿道サービスゾーン」に位置付けられており、また、地域の核づくりを推進するために、用途地域（第二種住居地域）の規制に加えて、さらに建築物等に関する制限が加えられている。

## 主なテナント
- ミスターマックス
- サニー
- ココカラファイン
- ロイヤルホスト
- スターバックス
- サーティワンアイスクリーム
- セリア
- ノアカワバタSOHO
- ドコモショップ
- クック・チャム
- 阪急ベーカリー
- インドアテニススクールラフ
- エニタイムフィットネス
- ホットヨガＬＡＶＡ
- ブラボークライミング
- アイズスポーツ整骨院
- スーツセレクト
- サイゼリヤ
- MKレストラン
- 焼肉なべしま
- 千年の宴（モンテローザ）
- 牛すじ葱丸（どんどん亭）
- 松屋
- 福岡金文堂
- ソフトバンクワイモバイル
- ヨネザワ
- フレンチクロゼット
- てつおじさんの店
- 西日本シティ銀行ATMコーナー
- 福岡銀行ATMコーナー
- 宝くじ売り場

### かつて存在したテナント
- ロイヤルホームセンター（2011年3月31日閉店）→ミスターマックス
- ヴィクトリアゴルフ（2011年3月27日閉店）→セリア
- 理容プラージュ（2011年4月17日閉店）→松屋
- ラウンドワン（ボウリング場とアミューズメントコーナーのみ）→姪浜シティボウル（2016年4月6日閉店）
- タイムズカーレンタル
- ミスタードーナツ
- モスバーガー
- キッズアゲイン
- からコロ亭
- 福屋不動産販売
- 天神ホルモン
- 八仙閣

## アクセス
姪浜駅より徒歩6分、西鉄バス内浜ウエストコート東バス停すぐ。

## 周辺施設

### 公共施設
- 福岡市西区役所
- 西市民センター・図書館
- 福岡市西保健所
- 西福岡年金事務所
- ハローワーク福岡西

### 学校
- 福岡市立姪浜幼稚園
- 福岡市立内浜小学校
- 福岡市立内浜中学校

### 生活施設ほか
- 福岡新栄郵便局
- 姪の浜警部交番
- 西消防署 姪浜出張所
- 姪浜中央公園